# Tommi Mäkinen
Tommi Antero Mäkinen (Puuppola, Finlândia, 26 de Junho de 1964) é um ex-automobilista finlandês de ralis.
Mäkinen é um dos mais prestigiados condutores de rali de todos os tempos, tendo conquistado 4 campeonatos, empatado com Juha Kankkunen.
Atualmente é assessor de automobilismo na Toyota. 

## Carreira

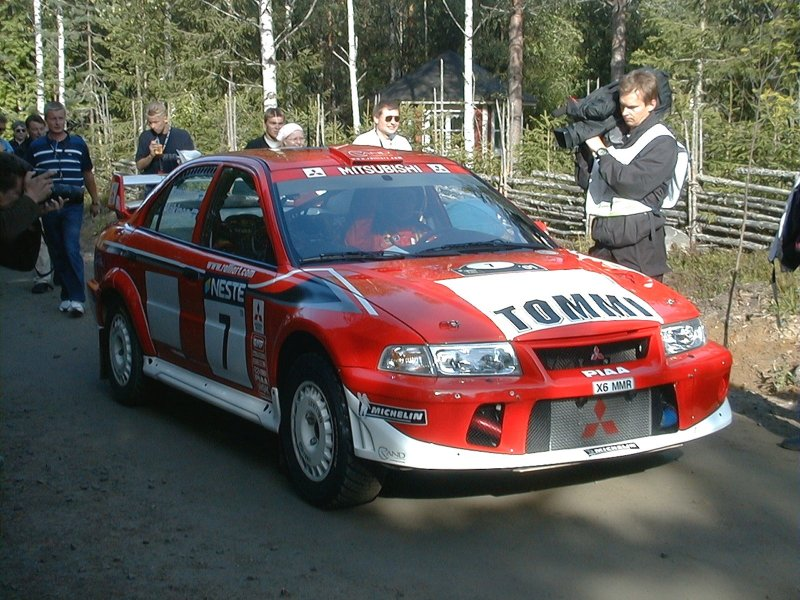
Mitsubishi Lancer Evolution de Tommi Mäkinen de 2001.

Foi vencedor do Campeonato Mundial de Rali (WRC) por quatro vezes consecutivas em 1996, 1997, 1998 e 1999, e em todas as ocasiões conduzindo um Ralliart Mitsubishi Lancer Evolution. Venceu também em 2000 a Corrida dos Campeões. Dos navegadores de Tommi destacam-se os compatriotas Seppo Harjanne e Risto Mannisenmäki, o último se aposentou com Mäkinen tendo acompanhado também o campeão de 1985, o 'Finlandês Voador' Timo Salonen.
A primeira vitória de Mäkinen foi em 1994, no Rali dos 1000 Lagos (agora designado de Neste Rally Finland), ao volante de um Ford Escort RS Cosworth. A Mitsubishi tinha oferecido um bom contrato a Mäkinen, com o novo Lancer Evolution para a época seguinte, no qual se tornaria numa relação duradoura. Com uma vitória no Rali Safari em 1996, provou o seu valor e no final da temporada na Austrália conseguiu o tão desejado título, distante do seu rival de sempre Colin McRae.
Em 2000, não conseguiu revalidar o título obtido na temporada anterior. Nesse ano a Mitsubishi produziu a "Tommi Mäkinen edition", uma versão de estrada do Lancer Evolution VI. Este carro tinha uma dianteira diferente do Evo VI, e alguns modelos dispunham de uma pintura vermelha e branca, tornando um verdadeiro carro de Tommi.
Manteve-se na Mitsubishi até ao final da temporada de 2001, tendo quase posto fim à carreira do seu co-piloto Mannisenmäki, quando no Rali da Córsega bateram violentamente, e o seu navegador acabou por fracturar a coluna vertebral.
A mudança para a Subaru trouxe-lhe mais uma vitória, em 2002 em Monte Carlo, após um empolgante duelo com o talentoso e emergente Sébastien Loeb, que acabaria desclassificado, devido a uma troca ilegal de pneus antes da partida para a terceira e última etapa. Mas depois, a sua forma nunca mais seria a mesma, o que não lhe permitiu ganhar mais nenhum título.
Retirou-se dos ralis no final de 2003, com um 3º lugar no Rali da Grã-Bretanha desse ano.
Em 2015 foi anunciado que a Toyota retornaria ao campeonato mundial de rally para a temporada 2017, Tommi foi apontado como o líder geral da equipe nesse retorno. 
Na temporada de retorno, sob o comando de Tommi a equipe conseguiu duas vitórias e cinco pódios na temporada 
Entre a temporada 2018-2020, a equipe liderada por Tommi venceu um campeonato de construtores em 2018, e dois campeonatos mundiais de pilotos em 2019 e 2020. 

## Vitórias no WRC
| 1
|  44th 1000 Lakes Rally
| 1994
| Seppo Harjanne
| Ford Escort RS Cosworth

| 2
|  45th International Swedish Rally
| 1996
| Seppo Harjanne
| Mitsubishi Lancer Evo 3

| 3
|  44th Safari Rally Kenya
| 1996
| Seppo Harjanne
| Mitsubishi Lancer Evo 3

| 4
|  16º Rally Argentina
| 1996
| Seppo Harjanne
| Mitsubishi Lancer Evo 3

| 5
|  46th Neste 1000 Lakes Rally
| 1996
| Seppo Harjanne
| Mitsubishi Lancer Evo 3

| 6
|  9th API Rally Australia
| 1996
| Seppo Harjanne
| Mitsubishi Lancer Evo 3

| 7
|  30º TAP Rallye de Portugal
| 1997
| Seppo Harjanne
| Mitsubishi Lancer Evo 4

| 8
|  33º Rallye Catalunya-Costa Brava (Rallye de España)
| 1997
| Seppo Harjanne
| Mitsubishi Lancer Evo 4

| 9
|  17º Rally Argentina
| 1997
| Seppo Harjanne
| Mitsubishi Lancer Evo 4

| 10
|  47th Neste Rally Finland
| 1997
| Risto Mannisenmäki
| Mitsubishi Lancer Evo 4

| 11
|  47th International Swedish Rally
| 1998
| Risto Mannisenmäki
| Mitsubishi Lancer Evo 4

| 12
|  18º Rally Argentina
| 1998
| Risto Mannisenmäki
| Mitsubishi Lancer Evo 5

| 13
|  48th Neste Rally Finland
| 1998
| Risto Mannisenmäki
| Mitsubishi Lancer Evo 5

| 14
|  40º Rallye Sanremo - Rallye d'Italia
| 1998
| Risto Mannisenmäki
| Mitsubishi Lancer Evo 5

| 15
|  11th API Rally Australia
| 1998
| Risto Mannisenmäki
| Mitsubishi Lancer Evo 5

| 16
|  67ème Rallye Automobile de Monte-Carlo
| 1999
| Risto Mannisenmäki
| Mitsubishi Lancer Evo 6

| 17
|  48th International Swedish Rally
| 1999
| Risto Mannisenmäki
| Mitsubishi Lancer Evo 6

| 18
|  29th Rally New Zealand
| 1999
| Risto Mannisenmäki
| Mitsubishi Lancer Evo 6

| 19
|  41º Rallye Sanremo - Rallye d'Italia
| 1999
| Risto Mannisenmäki
| Mitsubishi Lancer Evo 6

| 20
|  68ème Rallye Automobile de Monte-Carlo
| 2000
| Risto Mannisenmäki
| Mitsubishi Lancer Evo 6

| 21
|  69ème Rallye Automobile de Monte-Carlo
| 2001
| Risto Mannisenmäki
| Mitsubishi Lancer Evo 6

| 22
|  35º TAP Rallye de Portugal
| 2001
| Risto Mannisenmäki
| Mitsubishi Lancer Evo 6

| 23
|  49th Safari Rally Kenya
| 2001
| Risto Mannisenmäki
| Mitsubishi Lancer Evo 6

| 24
|  70ème Rallye Automobile de Monte-Carlo
| 2002
| Kaj Lindström
| Subaru Impreza WRC